# Ana de las Tejas Verdes (1985)
Ana de las Tejas Verdes o Anne of Green Gables es una miniserie de televisión canadiense de 1985, basada en la novela de 1908 de Lucy Maud Montgomery titulada Ana de las Tejas Verdes.
La miniserie, que cuenta con otras dos secuelas, está protagonizado por la actriz Megan Follows como Anne, y producida y dirigida por Kevin Sullivan para el canal televisivo CBC (Canadian Broadcasting Corporation). Estrenada el 1 de diciembre de 1985 en Estados Unidos y Canadá, la película fue dividida en dos partes con una duración de 90 minutos cada una, ambas con gran éxito de audiencia.
La película ha sido estrenada en multitud de países alrededor del mundo; en España fue estrenada por TVE, en una serie de ocho capítulos.

## Argumento
Cuando en lugar de un niño huérfano que pretendían adoptar, Ana Shirley, una niña pelirroja de once años, aparece en las vidas de Marilla y Matthew Cuthbert, dos hermanos solteros que viven en su casa familiar de Tejas Verdes, en el pequeño pueblo de Avonlea, sus vidas y las de cuantos la rodean cambiarán para siempre. Con su vivacidad, risas y lágrimas, y sobre todo su alegría e imaginación, Ana conseguirá formar parte, por primera vez en su vida, de una familia, y tener un lugar al que podrá llamar hogar para siempre. Ambientada a principios del siglo XX, en un lugar tan mágico como Isla del Príncipe Eduardo, en Canadá, Ana, la de Tejas Verdes nos llevará a través de los ojos de esta despierta e inocente niña a sentir el mundo como algo totalmente nuevo, a emocionarnos y reírnos con sus ocurrencias, y en definitiva, a ver la vida desde un prisma más positivo y estimulante. Esta obra, al igual que toda la serie de Ana Shirley, conjuga los valores de la vida rural y la familia con las cuestiones universales que todos nos plantearnos en algún momento, como la pertenencia a una tierra, el valor de la amistad o la esencia del amor.

## Reparto[4]
| Actor              | Personaje                    |
| ------------------ | ---------------------------- |
| Megan Follows      | Anne Shirley                 |
| Colleen Dewhurst   | Marilla Cuthbert             |
| Richard Farnsworth | Matthew Cuthbert             |
| Patricia Hamilton  | Rachel Lynde                 |
| Marilyn Lightstone | Señorita Stacy               |
| Schuyler Grant     | Diana Barry                  |
| Jonathan Crombie   | Gilbert Blythe               |
| Charmion King      | Tía Josephine Barry          |
| Jackie Burroughs   | Amelia Evans                 |
| Rosemary Radcliffe | Sra. Barry                   |
| Joachim Hansen     | John Sadler                  |
| Christiane Kruger  | Sra. Allan                   |
| Cedric Smith       | Rev. Allan                   |
| Paul Brown         | Sr. Phillips                 |
| Miranda de Pencier | Josie Pye                    |
| Trish Nettleton    | Jane Andrews                 |
| Jennifer Inch      | Ruby Gillis                  |
| Jayne Eastwood     | Sra. Hammond                 |
| Dawn Greenhalgh    | Sra. Cadbury                 |
| Jack Mather        | Station Master               |
| Samantha Langevin  | Sra. Blewett                 |
| Vivian Reis        | Sra. Spencer                 |
| Mag Ruffman        | Alice Lawson                 |
| Sean McCann        | Dr. O'Reilly                 |
| Roxolana Roslak    | Madame Selitsky              |
| Robert Haley       | Profesor                     |
| Robert Collins     | Sr. Barry                    |
| Morgan Chapman     | Minne May Barry              |
| David Roberts      | Tom                          |
| Nancy Beatty       | Essie                        |
| David Hughes       | Thomas Lynde                 |
| Wendy Lyon         | Prissy Andrews               |
| Zack Ward          | Moody Spurgeon MacPherson    |
| Anna Ferguson      | Punch Woman                  |
| Rex Southgate      | Cabeza de sección            |
| Julianna Saxton    | Mujer rosa                   |
| Molly Thom         | Lace Woman                   |
| Jennifer Irwin     | Estudiante                   |
| Sandra Scott       | Sra. Harrington              |
| Peter Sturgess     | Porter                       |
| Ray Ireland        | Sr. Hammond                  |
| Martha Maloney     | Enfermera Fairview           |
| Stuart Hamilton    | Acompañante de Mme. Selitsky |

## Secuelas
Tras la película Ana de las Tejas Verdes de 1985, se estrenaron dos secuelas dirigidas por Kevin Sullivan y protagonizadas por Megan Follows como Anne.
- Anne of Green Gables: The Sequel, miniserie de cuatro capítulos emitidos en el año 1987.[5]
- Anne of Green Gables: The Continuing Story, una miniserie de televisión de dos capítulos emitido en el año 2000, con argumento basado en las novelas de 1908.[6]